# Janakkala
Janakkala – gmina w Finlandii, położona w południowo-zachodniej części kraju, należąca do regionu Kanta-Häme.
Miejscowość znana z odkrycia w 2013 roku grobu i szczątków średniowiecznego wojownika z dwoma mieczami. Zapowiedziano prowadzenie dalszych prac archeologicznych. 